# Euro-mat
Euro-mat är en gemensam inköpsorganisation för frivilliga fackhandelskedjor inom bygghandel i Europa. Den sköter inköp inom byggvaror, verktyg, VVS samt olika byggrelaterade tjänster. Organisationen grundades 1989 av Mobau i Tyskland, HG Commerciale i Schweiz och Centramat i Luxemburg. Organisationen har idag 21 medlemmar, vilket innebär över 4 000 butiker spridda över Europa. I Sverige är Woody Bygghandel medlem. 
Huvudkontoret för Euro-Mat finns i Luxemburg.
Medlemmarna omsatte tillsammans 2007 över 20 miljarder Euro.